# The Hurt Locker. W pułapce wojny
The Hurt Locker. W pułapce wojny (ang. The Hurt Locker, 2008) – amerykański dramat wojenny w reżyserii Kathryn Bigelow, nagrodzony sześcioma Oscarami, w tym dla najlepszego filmu.

## Fabuła
Wkrótce po inwazji na Irak, w 2004 roku, sierżant William James, zaprawiony w bojach weteran, zostaje dowódcą pododdziału zbierania niewybuchów w Kompanii Bravo Armii USA, zastępując sierżanta Thompsona, który został zabity przez zdalnie zdetonowany ładunek wybuchowy 155 mm w Bagdadzie. Dołącza do starszego kaprala J.T. Sanborna i specjalisty Owena Eldridge’a, których zadanie to komunikowanie się z dowódcą za pomocą radiostacji w jego ochronnym kombinezonie oraz zapewnienie mu osłony strzeleckiej podczas gdy bada ładunki wybuchowe. Podczas ich misji w celu rozbrajania ładunków i walki z partyzantami nietypowe metody Jamesa sprawiają, że Sanborn i Eldridge uważają go za lekkomyślnego, i ciągle rosną napięcia między tymi trzema mężczyznami. Podczas ataku na magazyn James odkrywa martwe ciało chłopaka, któremu chirurgicznie implantowano aktywną bombę. James uważa, że to „Beckham”, młody iracki handlarz, z którym się wcześniej zaprzyjaźnił.
Zespół tropi i zabija trzech partyzantów, Elridge zostaje przy tym przypadkowo postrzelony w nogę. Następnego ranka Jamesa zagaduje Beckham. James odchodzi bez słowa. Elridge obwinia Jamesa za swoją ranę, uważając podobnie jak Sanborn, że misja nakazana przez Jamesa byłaby bardziej odpowiednia dla plutonu piechoty.
Następuje inna misja, w której Williamowi nie udaje się rozbroić bomby z zapalnikiem czasowym przypiętej do piersi irackiego cywila. Sanborna ponoszą emocje i zwierza się Jamesowi, że nie radzi sobie już z napięciem związanym ze służbą w tej jednostce. Myśli z radością o perspektywie wyjechania w końcu z Iraku i założenia rodziny. James wraca do domu do żony i syna i spokojnie wykonuje rutynowe czynności cywila. Pewnego wieczoru mówi do maleńkiego synka, że jest tylko jedna rzecz, którą na pewno kocha. Następnie pokazany jest z powrotem w Iraku, gotowy służyć przez kolejny rok w pododdziale zbierania niewybuchów, w Kompanii Delta.

## Obsada
- Jeremy Renner – sierżant William James
- Anthony Mackie – sierżant JT Sanborn
- Brian Geraghty – SPC Owen Eldridge
- Guy Pearce – sierżant Matt Thompson
- Ralph Fiennes – dowódca oddziału najemników
- David Morse – pułkownik Reed
- Evangeline Lilly − Connie James
- Christian Camargo – pułkownik John Cambridge
- Sam Spruell – Charlie
- Sam Redford – Jimmy
- Justin Campbell – sierżant Carter
- Malcolm Barrett – sierżant Foster

## Nagrody i nominacje
Oscary 2010

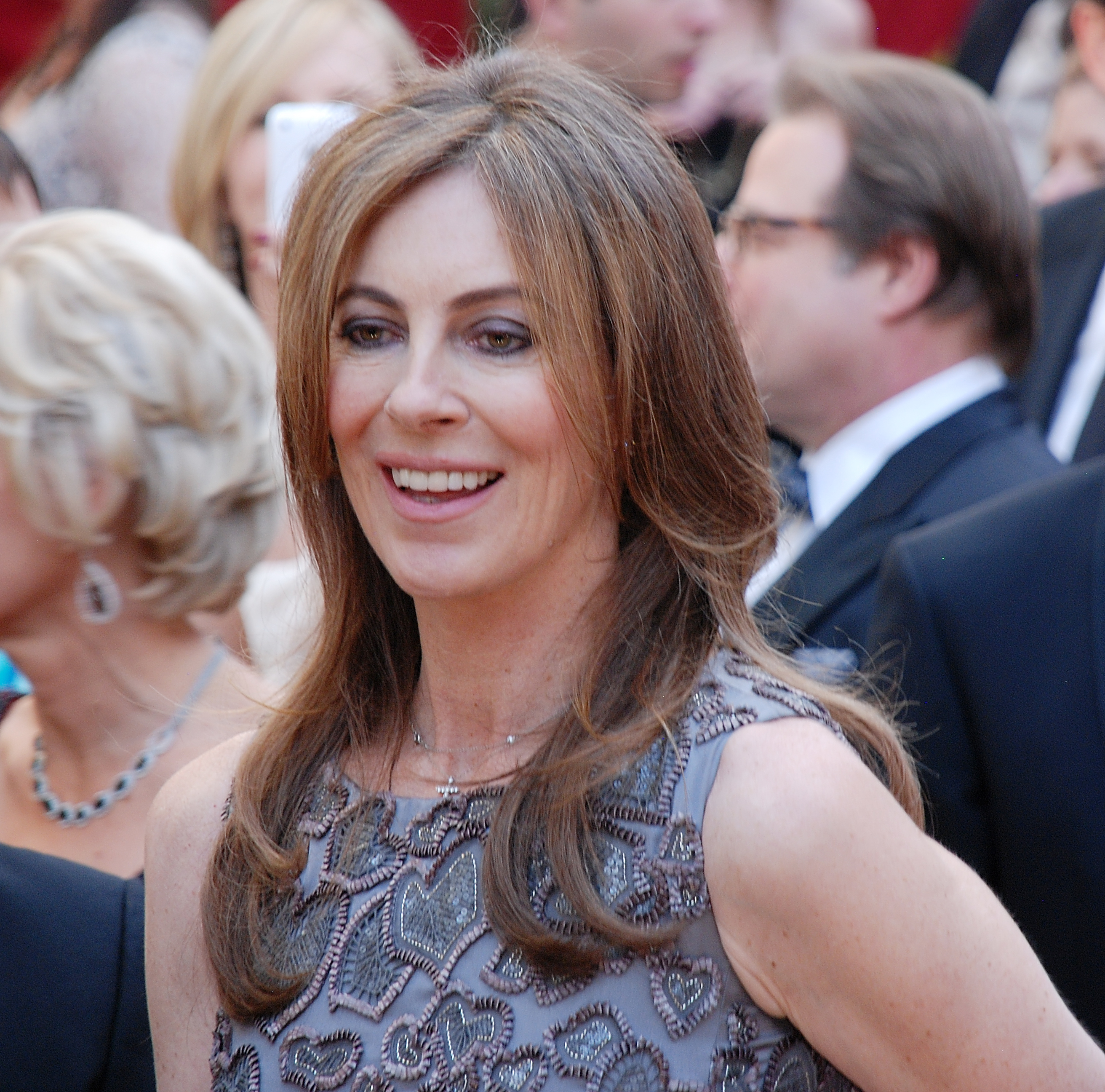
Reżyser filmu, Kathryn Bigelow, podczas gali Oscarów na której otrzymała dwie statuetki, za produkcję filmu oraz, jako pierwsza kobieta, dla najlepszego reżysera.

- najlepszy film − Kathryn Bigelow, Mark Boal, Nicolas Chartier i Greg Shapiro
- najlepszy reżyser − Kathryn Bigelow
- najlepszy scenariusz oryginalny − Mark Boal
- najlepszy montaż − Bob Murawski i Chris Innis
- najlepszy dźwięk − Paul N.J. Ottosson
- najlepszy montaż dźwięku − Paul N.J. Ottosson
- nominacja: najlepszy aktor pierwszoplanowy − Jeremy Renner
- nominacja: najlepsze zdjęcia − Barry Ackroyd
- nominacja: najlepsza muzyka − Marco Beltrami i Buck Sanders

Nagrody BAFTA 2009
- najlepszy film − Kathryn Bigelow, Mark Boal, Nicolas Chartier i Greg Shapiro
- najlepszy reżyser − Kathryn Bigelow
- najlepszy scenariusz oryginalny − Mark Boal
- najlepsze zdjęcia − Barry Ackroyd
- najlepszy montaż − Bob Murawski i Chris Innis
- najlepszy dźwięk − Paul N.J. Ottosson, Craig Stauffer i Ray Beckett
- nominacja: najlepszy aktor pierwszoplanowy − Jeremy Renner
- nominacja: najlepsze efekty specjalne − Richard Stutsman

British Independent Film Awards 2009
- nominacja: najlepszy film zagraniczny

Camerimage 2009
- nominacja do Złotej Żaby: Barry Ackroyd

Złote Globy 2009
- nominacja: najlepszy film dramatyczny
- nominacja: najlepszy reżyser − Kathryn Bigelow
- najlepszy scenariusz oryginalny − Mark Boal

Independent Spirit Awards 2008
- nominacja: najlepszy aktor pierwszoplanowy − Jeremy Renner
- nominacja: najlepszy aktor drugoplanowy − Anthony Mackie

Nagroda Satelita 2009
- najlepszy film dramatyczny
- najlepszy reżyser − Kathryn Bigelow
- najlepszy aktor w filmie dramatycznym − Jeremy Renner
- najlepszy montaż − Bob Murawski i Chris Innis
- nominacja: najlepszy scenariusz oryginalny − Mark Boal

Nagroda Gildii Aktorów Filmowych 2009
- nominacja: najlepszy aktor pierwszoplanowy − Jeremy Renner